# Jupiter Jones
Jupiter "Jupe" Jones es un personaje de ficción, perteneciente a la serie de libros Los tres investigadores del escritor estadounidense Robert Arthur, haciendo su aparición desde el primer capítulo hasta el último.

## Primeros años
Jupiter "Jupe" Jones, fue el primer investigador de los tres miembros de la empresa formada por él, titulada, Los Tres Investigadores, incluyendo a Bob Andrews y Pete Crenshaw. Es un ex-niño actor, por lo que es llamado frecuentemente "Bebé Fatty", pierde los estribos y odia cuando la gente habla del tema. Júpiter es el líder y cerebro del grupo, inteligente, robusto y tiene una notable memoria e increíbles habilidades deductivas. Los padres de Júpiter murieron en un accidente automovilisco cuando tenía solo cuatro años de edad, por lo que vive con sus tíos Titus y Mathilda Jones, que tienen un negocio de chatarrería.

## Personalidad y aspecto físico
Júpiter no está en muy buena forma ya qué es un poco regordete. Tiene frecuentemente la habilidad de resolver los misterios fácilmente, ya que puede actuar de una manera mayor de lo que es, gracias a su experiencia como actor, realizar imitaciones de personas cuando sea necesario y actuar menos inteligente para extraer información de sospechosos potenciales.
Júpiter es un lector prolífico e inventor y frecuentemente inventa dispositivos que hacen más fácil resolver un misterio. Tiene un don para ver habitualmente pistas en el ángulo correcto para resolver un misterio irresoluble. También le gusta jugar bromas a los otros dos investigadores Pete Crenshaw y Bob Andrews. 
Por su lado intelectual, Jupe es un experto en el uso de modales y tiende a usar un lenguaje que está mucho mayor para su edad, qué con frecuencia los utiliza a su ventaja, especialmente para parecer mayor, molestar a Pete, y a los adultos. Jupe odia a perder un misterio, significa que a menudo arrastra Bob y Pete a lo largo del paseo.

## Cine
En el año 2007, el libro "Los tres investigadores en el secreto de la isla del esqueleto", fue llevado al cine y el papel de Jupiter Jones fue interpretado por el actor Chancellor Miller con Cameron Monaghan y Nick Price en los papeles de Bob y Pete. La película no fue un éxito de taquilla. Dos años más, tarde fue llevada al cine una secuela titulada "Los tres investigadores y el secreto del castillo del terror", la cual tampoco tuvo mucho éxito en taquilla. 
Hubo rumores de que se estaba pensando hacer una tercera entrega de la saga, de qué la posible película estaba bajo conversaciones para comenzar la producción posiblemente más tarde en 2010 y se esperaba qué el elenco original regresará, pero debido al poco interés dado a las dos primeras, el proyecto fue rechazado y olvidado.